# 香取村
香取村（かとりむら）は茨城県猿島郡に属していた村。

## 地理
現在の古河市の南部、旧総和町の南西部に位置する。
- 河川 - 利根川

## 歴史
村名は各大字に香取神社が祀られていたことにちなむ。

### 沿革
- 1889年（明治22年）4月1日 - 町村制施行により、釋迦村、駒羽根村、磯部村、上砂井村、砂井新田、前林村、水海村が合併し西葛飾郡香取村が成立する。
- 1896年（明治29年）3月29日 - 西葛飾郡と猿島郡が統合し猿島郡となる。
- 1916年（大正5年） - 村域の一部（釈迦・前林の各一部）が五霞村に編入。
- 1955年（昭和30年）3月16日 - 桜井村、勝鹿村、岡郷村と合併して総和村となる。同日香取村廃止。
- 1968年（昭和43年）1月1日 - 総和村が町制施行し総和町となる。
- 2005年（平成17年）9月12日 - 総和町が古河市、三和町と合併して新古河市となる。

変遷表
| 1868年 以前         | 1868年 以前   | 1868年 以前   | 明治22年 4月1日 | 明治29年 3月29日 | 明治29年 3月29日 | 大正5年       | 昭和30年 3月16日 | 昭和43年 1月1日 | 平成8年 6月1日 | 平成17年 9月12日 | 現在   |
| ------------------- | ------------- | ------------- | --------------- | ---------------- | ---------------- | ------------- | ---------------- | --------------- | -------------- | ---------------- | ------ |
| 葛飾郡 （西葛飾郡） |               | 駒羽根村      | 香取村          | 猿島郡 に編入    | 香取村           | 香取村        | 総和町           | 総和村          | 町制           | 古河市           | 古河市 |
| 葛飾郡 （西葛飾郡） | 釈迦村        |               | 香取村          | 猿島郡 に編入    | 香取村           | 香取村        | 総和町           | 総和村          | 町制           | 古河市           | 古河市 |
| 葛飾郡 （西葛飾郡） | 磯部村        |               | 香取村          | 猿島郡 に編入    | 香取村           | 香取村        | 総和町           | 総和村          | 町制           | 古河市           | 古河市 |
| 葛飾郡 （西葛飾郡） | 前林村        |               | 香取村          | 猿島郡 に編入    | 香取村           | 香取村        | 総和町           | 総和村          | 町制           | 古河市           | 古河市 |
| 葛飾郡 （西葛飾郡） | 上砂井村      |               | 香取村          | 猿島郡 に編入    | 香取村           | 香取村        | 総和町           | 総和村          | 町制           | 古河市           | 古河市 |
| 葛飾郡 （西葛飾郡） | 砂井新田      |               | 香取村          | 猿島郡 に編入    | 香取村           | 香取村        | 総和町           | 総和村          | 町制           | 古河市           | 古河市 |
| 葛飾郡 （西葛飾郡） | 水海村        |               | 香取村          | 猿島郡 に編入    | 香取村           | 香取村        | 総和町           | 総和村          | 町制           | 古河市           | 古河市 |
| 葛飾郡 （西葛飾郡） |               | 釈迦村 の一部 | 香取村          | 猿島郡 に編入    | 香取村           | 五霞村 に編入 | 五霞村           | 五霞村          | 町制           | 五霞町           | 五霞町 |
| 葛飾郡 （西葛飾郡） | 前林村 の一部 |               | 香取村          | 猿島郡 に編入    | 香取村           | 五霞村 に編入 | 五霞村           | 五霞村          | 町制           | 五霞町           | 五霞町 |

## 大字
- 駒羽根（こまはね）
- 釈迦（しゃか）
- 磯部（いそべ）
- 前林（まえばやし）
- 上砂井（かみいさごい）
- 砂井新田（いさごいしんでん）
- 水海（みずうみ）

## 人口・世帯

### 人口
総数 [単位： 人]
| 1891年（明治24年） | 3,996 |
| 1920年（大正 9年） | 4,327 |
| 1935年（昭和10年） | 4,709 |
| 1950年（昭和25年） | 5,804 |

### 世帯
総数 [単位： 世帯]
| 1920年（大正 9年） | 708 |
| 1935年（昭和10年） | 773 |
| 1950年（昭和25年） | 922 |